# Henry Cabourn Pocklington
Henry Cabourn Pocklington (28 de enero de 1870 - 15 de mayo de 1952) fue un físico y matemático británico. Miembro de la Royal Society, desarrolló la prueba de primalidad que lleva su nombre.

## Semblanza
Pocklington nació en Exeter en 1870. Aunque su profesión principal era la de maestro de escuela, realizó importantes contribuciones a la teoría de números con el descubrimiento del test de primalidad de Pocklington en 1914 y la invención del algoritmo de Pocklington.
Falleció en Leeds en 1952, a la edad de 82 años.